# Joyce Culpeper
Joyce Culpeper (auch Jocasta Culpeper, * um 1480; † um 1527) war eine englische Adlige. Sie war die Mutter von Catherine Howard, die später Heinrich VIII. heiratete und so zur englischen Königin wurde.

## Leben
Sie entstammte einer Familie der Gentry von Kent und war die einzige Tochter des Richard Culpepper, Gutsherr von Oxenhoath, aus dessen zweiter Ehe mit Isabel Worsley. Sie war zwölf Jahre alt, als sie 1492 beim kinderlosen Tod ihres Bruders Thomas Culpepper die Ländereien ihrer Familie erbte.
In erster Ehe wurde sie mit Ralph Leigh († um 1510), Gutsherr von Stockwell in Surrey, verheiratet. Aus der Ehe gingen mindestens fünf Kinder hervor:
- Isabel Leigh (um 1496–1573), ⚭ (1) Sir Edward Baynton, ⚭ (2) Sir James Stumpe, ⚭ (3) Thomas Stafford;
- Margaret Leigh (* nach 1496) ⚭ N.N. Rice;
- Joyce Leigh (* nach 1496) ⚭ John Stanney;
- Sir John Leigh (nach 1496–1566) ⚭ Elizabeth;
- Ralph Leigh (nach 1496–vor 1563) ⚭ Margaret Ireland.

Nach dem Tod ihres ersten Gatten heiratete sie Lord Edmund Howard, Sohn des Thomas Howard, 2. Duke of Norfolk. Dieser jüngere Sohn eines Dukes war zwar mittellos, die Ehe mit ihm war aber für die Culpeper-Familie prestigeträchtig, da sie eine Verbindung zum englischen Hochadel begründete. Sie wurde durch die Ehe die Schwägerin von Elizabeth Boleyn und die Tante von Anne Boleyn, Mary Boleyn und George Boleyn, Viscount Rochford. Aus dieser Ehe gingen acht Kinder hervor: 
- Sir George Howard († kinderlos);
- Sir Charles Howard († kinderlos);
- Henry Howard († kinderlos) ⚭ Anne;
- Margaret Howard († 1552) ⚭ Sir Thomas Arundell, of Wardour in Wiltshire;
- Catherine Howard (um 1525–1542) ⚭ 1540 König Heinrich VIII.;
- Mary Howard ⚭ Sir Edmund Trafford, of Trafford in Lancastershire (1526–1590);
- Joyce Howard ⚭ John Stanney;
- Isabel Howard ⚭ Henry Boynton, of Bromham.

## Tod
Das genaue Todesdatum von Joyce Culpeper ist nicht bekannt. Die Catherine Howard-Biografin Joanna Denny geht davon aus, dass Joyce Culpeper bei der Geburt von Catherine Howard gestorben sei. Nach anderen Angaben war sie 1527 noch am Leben. Ihr Witwer Lord Edmund Howard heiratete nach 1528 erneut.